# Владислав Кацарски
Владислав Кацарски е български журналист, поет, писател и общественик.

## Биография и дейност
Владислав Кацарски е роден на 15 януари 1966 г. в София. Завършва средното си образование в софийското училище за деца с нарушено зрение. Има две висши образования – Българска филология в СУ „Св. Климент Охридски“ и магистратура за обучение на зрително-затруднени (СУ).
Работи като журналист в сп. „Зари“ от 1990 до 1998 г., радио FM Практика като продуцент на предаването „Присъствие“ (1999), в радио „Нет“ като съавтор и съводещ с Анелия Велинова на предаването „Линия“ (2004 – 2005), в радио „София“ като водещ на предаванията „Бяс“ и „Транс“ (2008 – 2009). Председател и зам.-председател на Съюза на слепите в България (юли 1998 – юни 2000). Работи като Главен специалист „Култура и рехабилитация“ в централата на ССБ (2001 – 2003). Като управляващ ССБ учредява наградата за проза и поезия на името на поета Георги Братанов към Съюза на българските писатели. Учител в Училище за деца с нарушено зрение „Луи Брайл“ – София от 2005 г. През 2011 г. създава (заедно с Анелия Велинова) театралната трупа „Театър на съучениците“, прекръстена на „Хансионът“, която играе с огромен успех на софийските сцени до юни 2014 г. Автор на пиесите за трупата с незрящи и зрящи актьори. От 2014 г. създател, отново съвместно с Анелия Велинова, на единственото Българско социално интернет радио в България, Генерален директор, автор и водещ на БРАЙЛ ФМ (https://www.braillefm.com). От началото на януари 2016 г. в съавторство с Анелия Велинова води предаването „На върха на пръстите“ в БНР Бинар до края на 2018 г. Член на Съюза на българските писатели.

## Публикации
Основател и редактор на първия независим бюлетин за слепи „Куриер“ (1990 – 1992). Автор на текстовете за песните на група „Лотос“ (1990). Владислав Кацарски публикува ярки журналистически текстове в сп. „Зари“, вестниците „Кеш“, „Капитал“, „Тишина“, „Поглед“, „Пари“ и други печатни медии. Автор е на стихосбирките „Цветен сън“ 1992 (дизайн на проф. Иван Газдов), „Вибрации“ (1996) „Музика за самотници“ 2002, финансирана от Министерството на културата (четвърта корица Омана Кацарска). Съставител е на поетичния сборник „Осветени пространства“, на диск с изпълнения на слепи музиканти и композитори (2001), Антология на поезията (2002). Пиесата „От игла до конец“ в съавторство със Станислав Стратиев (2011), играна четири години на сцена. Книгата с пиеси "Дворцови работи" (2013), романът "Коридорът" (2017) с Национална награда на името на Георги Братанов на Съюза на българските писатели. През 2019 г. излиза книгата със седем новели "Загърбената земя", номинирана за Европейска награда за литература за 2020 и 2021 г. "Бленувани залези" (2022) и "Чудесница" (2023 г.) с поезия. Дизайнер на книгите е Омана Кацарска. Пет радиопиеси по негови творби са направени с професионални актьори и режисьори през 2022 г., финансирани от НФК. 
Възстановява голбала в България. Прави интернет център в ССБ.
Актьор (в ролята на Омир) в пиесата „Орфей и Евридика“ на театър „Окаста“ (2008), актьор в българо-македонската копродукция „Маским“ 2010 г. (вж. в youtube film), През 2007 г. поставя едноактната пиеса „Змеят“, автор на заснетата за ТВ7 пиеса „За Доброто и Злото“, – и двете за слепи деца. Участва в биографичния филм „Вибрации“ по едноименната му книга. Чест гост е на предавания за литература и изкуство по радиото и телевизията (БНР, БТВ, ТВ7, ВТВ). Участия в няколко филми за радиото, което е създал, и в множество предавания по различни медии като автор и директор на уникалната медия.
Разностранната публицистична дейност на журналиста може да се види в YouTube на: https://www.youtube.com/channel/UCQoTSCc0JtBK239m6WyK06Q.
Представяния на съвременни автори като познавач на българската литература.

## Награди
Носител на международни и български награди за поезия и проза: Международната англо-американска библиотека The International Library of Poetry (Кент – Англия 1997 г.), награда от Стената на поезията – гр. Тур, Франция през 2000 г. с илюстрации на Омана Кацарска, Първа награда за поезия на Балканския кабинет на журналистите (1998), Национална награда „Тамирис“ (1997), Министерството на културата на България финансира книгата „Музика за самотници“ (2002). Преведен е на френски и публикуван във френско-българското издание на Невяна Константинова. Четен и публикуван във Вашингтон 2004 г. в сборник стихове на български автори, издадени във Вашингтон. Носител на награда за поезия „Пенчо Славейков“ 2016. За романа „Коридорът“ (дизайнер Омана Кацарска) Съюзът на българските писатели му присъжда Националната награда „Георги Братанов“ за 2017 г. През 2018 г. получава специална награда от Националният литературен конкурс за поезия „Биньо Иванов“, награда от V Национален конкурс „Николай Лилиев“, получава приза "Златен рог“ и „Златен ритон“ за цялостно творчество на фондация „Съкровищата на Панагирик“. През 2019 г. книгата с новели „Загърбената земя“ (дизайнер Омана Кацарска) печели награда на Министерството на културата „Помощ за книгата“ да бъде издадена на хартиени носители (на зрящо и на брайл), в аудио и e-pub варианти. Същата книга през 2021 г. е номинирана за Европейска награда за литература за две години: 2020 г. и 2021 г. През 2022 г. излиза книгата му с поезия "Бленувани залези" (дизайнер и оформител Омана Кацарска), финансирана от МК. Медията на Владислав Кацарски получава награда на ПроКултура 2020 – 2021 в категория „Медии“ за разширяване достъпа на младите хора до култура. Един негов ръкопис на книгата „Чудесница“ с любовна лирика от 2004 г. е финансиран и издаден от Министерството на културата едва през 2023 г. отново с дизайнер и оформител Омана Кацарска. Към книгата „Чудесница“ има издаден аудио диск с гласа на Владислав. Актрисата Владинелла Кацарска с изпълнения от различни книги на автора популяризира стихотворенията на Владислав Кацарски в социалните мрежи.
На 05.12.24 г. Президентът Румен Радев награждава Владислав Кацарски с почетния знак за неговия значим принос като журналист, поет, писател, драматург и общественик към развитието на съвременната българска култура и за заслугите на неговата цялостна творческа и активна гражданска дейност към интеграцията на хората със зрителни увреждания в България.
Отделни произведения са преведени на всички балкански, английски, френски и руски езици.

## Обществена дейност
Учредител е на самодейния фестивал на слепите (1999). Участва в българска антология за поезия на изд. „Дамян Яков“ (2007). Създател на литературната награда на името на поета Георги Братанов към Съюза на българските писатели. Редактор на книгите на някои поети (Люба Александрова, Христина Йорданова, открива Здравко Лекишев). През 2013 г. излиза книгата му „Дворцови работи“ с негови пиеси и диск с песните от спектакъла „От игла до конец“, издадени от полското издателство „MedUSA“. От 1990 г. участва в повече от 25 поетични сборника. През 2017 г. излезе романът му „Коридорът“, издателство „Български писател“, две от новелите от бъдеща книга „Великден“ и „Момче от цветя“ в списанието за литература „Пламък“, един от разказите му „Котешка душа“ и нови стихотворения често излизат във вестник "Словото днес", орган на СБП.
Той е избиран за секретар на Националното читалище на слепите „Луи Брайл“ (1991 – 2000), зам.-председател на Съюза на слепите в България (1998 – 2000). Владислав Кацарски е председател на ССБ и управител на 16 предприятия „Успех“ в страната от 18 февруари 1999 до 23 юли 1999 г. Председател на постоянната Комисия за култура на слепи в Париж (1998 -2000). През 2002 г. участва в коло поход с тандеми по маршрут София – Прага, организиран със съдействието на Атлантическия клуб.
През 2011 г. Владислав Кацарски създава частна театрална трупа от слепи актьори „Театър на съучениците“, прекръстен на „Хансионът“. От 1998 г. е председател на Фондация за информационен обмен и обслужване на слепи и инвалиди „Равностойно партньорство“. Основател и Генерален директор на единственото социално радио в България и в Европа БРАЙЛ ФМ, в което се обучават и работят слепи специалисти и хора с други увреждания. Единият автор и водещ на предаването „На върха на пръстите“ в БНР Бинар (2016 – 2018). Автор и водещ на различни предавания в БРАЙЛ ФМ.